# La vida encadenada
La vida encadenada és una pel·lícula dramàtica espanyola estrenada el 12 de novembre de 1948, dirigida per Antonio Fernández-Román i protagonitzada per Ana Mariscal, Manuel Luna i altres. L'argument es basa en la novel·la homònima de Bartolomé Soler.

## Argument
Ambientada en la ciutat de Toledo a finals del segle xix, narra la dissortada història d'una dona anomenada Isabel (Ana Mariscal) dedicada en cos i ànima al seu fill, fruit d'un matrimoni infeliç, que l'obliga a renunciar a refer la seva vida.

## Premis
- 1948: Medalla del Cercle d'Escriptors Cinematogràfics a la millor actriu secundària Asunción Sancho.[2]